# Česma
Česma är ett vattendrag i Kroatien.   Det ligger i länet Moslavina, i den nordöstra delen av landet, 50 km sydost om huvudstaden Zagreb.